# 广佛地铁增购列车
广佛地铁增购列车是广东广佛轨道交通有限公司为广佛地铁购置的电动车组，自2020年6月28日起陆续上线运营。
该款车合约由中车青岛四方机车车辆中标，为4节编组B型地铁列车，共订购18列，由中车四方位于佛山市高明区的基地生产。本款列车的制造商内部型号为SFM77，但一直未有地铁的内部型号标记。

## 历史
为满足广佛地铁二期和后通段开通后增长的客流需求，广佛轨道公司于2016年12月启动了列车增购项目。相关合约由中车青岛四方机车车辆中标，2018年9月20日正式签约。
首辆列车于2019年4月开始生产制造，同年9月26日在佛山中车基地下线。同年11月，首两列车交付夏南车辆段。
2020年6月28日，首列车GFx073-074正式上线运营。

## 设计

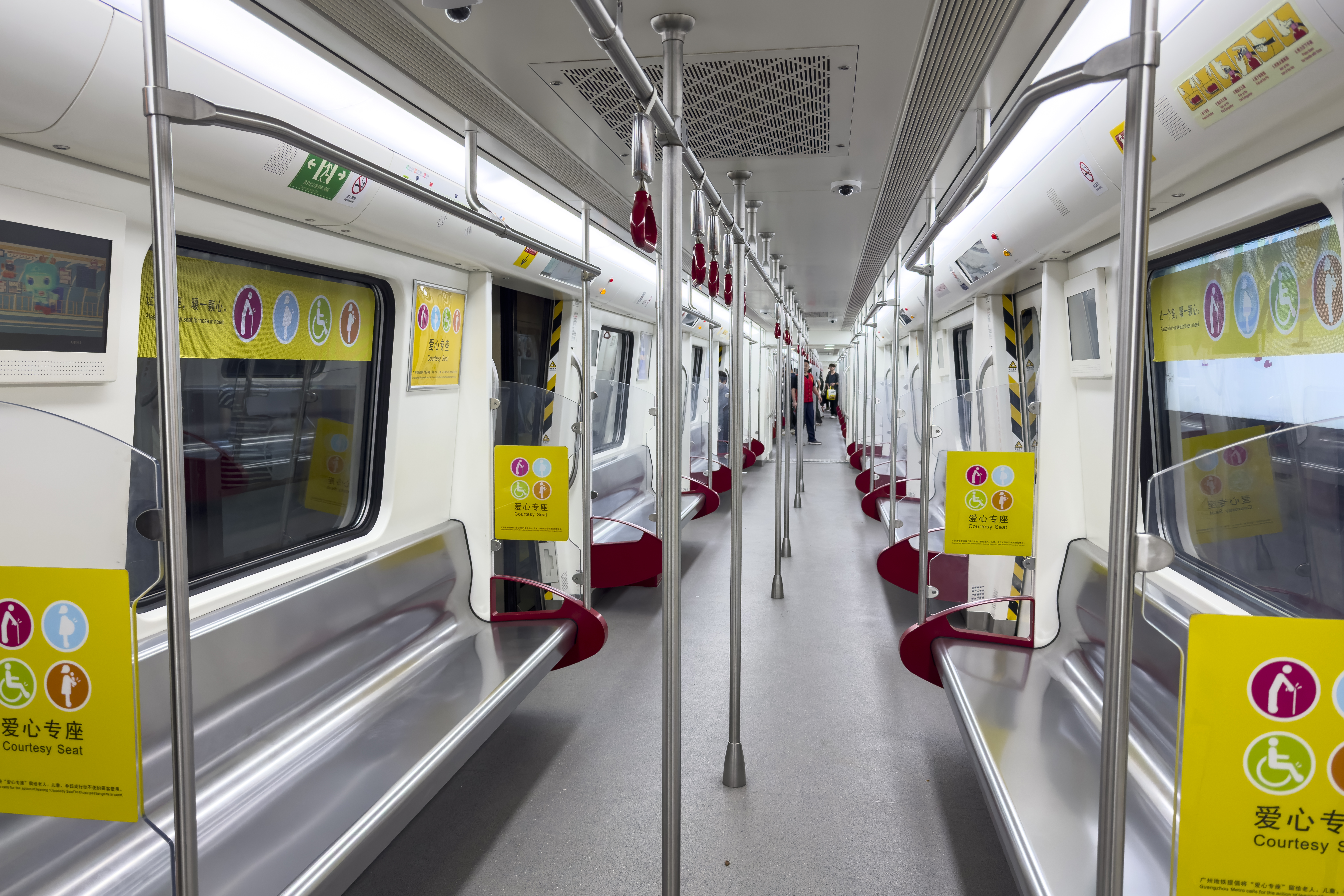
列车内部

该批列车与二期列车基本一致，但国产化程度更高。牵引系统（中车永济电机制牵引电机、中车大连电牵制牵引逆变器、广州鼎汉轨道交通设备制辅助电源）等采用国产部件，国产化率达到98.9%。
列车两端车头换用了广佛地铁的标志，侧面车门处的红色线条则采用镬耳屋顶的设计。車廂内车门上方设有LCD動態地圖，空调系统则增设空气净化杀菌装置及二氧化碳浓度检测装置。

## 编组
本款列车共有18列，编号从GFx067-068起到GFx101-102止。